# Cognitief proces
Een cognitief proces is een proces dat afhankelijk is van interne, in het bijzonder mentale representaties en verwerking van informatie in de hersenen. Het vormt een onderwerp van de cognitieve psychologie.

## Algemeen
Een cognitie betekent het vermogen om iets te leren (cognitief: verstandelijk) of te begrijpen. Het is afgeleid van het Latijnse cognoscere, dat "leren kennen", "vernemen" betekent.
Hierbij wordt gebruikgemaakt van een representatie (symbool of begrip), zoals het begrip 'bal' of het begrip 'rollen' of een mentale voorstelling van een landschap. Deze representaties zijn in het geheugen opgeslagen, en kunnen bepaalde transformaties ondergaan, bijvoorbeeld als men iets uit het geheugen wil 'opdiepen', of een bepaalde actie wil ondernemen. Naast geheugenprocessen zijn taal en denken voorbeelden van cognitieve processen waarbij gebruik wordt gemaakt van mentale representaties.

## Tijdsverloop
Cognitieve processen zoals zich iets herinneren, nadenken, een object herkennen of een actie voorbereiden kunnen beschreven worden als een reeks mentale operaties die elkaar in de tijd opvolgen.  Het opsporen van die operaties of deelprocessen wordt ook wel mentale chronometrie genoemd. Men spreekt dan van een serieel proces. Mentale processen of operaties  kunnen ook gelijktijdig plaatsvinden, men spreekt dan van een parallel proces.

## Onderzoek
Met behulp van experimenten kunnen cognitieve onderzoekers zich een beeld vormen van de structuur, het verloop en de efficiëntie van cognitieve processen. Deze experimenten maken gebruik van specifieke taakvariabelen en reactietijd-metingen. Met computers wordt daarnaast getracht cognitieve processen te simuleren of te modelleren, zoals in het onderzoek naar kunstmatige intelligentie, of naar de werking van het geheugen. Cognitieve processen kunnen ten slotte bestudeerd worden door meting van de hersenactiviteit, bijvoorbeeld in de cognitieve neurowetenschap.